# Redwood Forest Trail
Redwood Forest Trail è un film del 1950 diretto da Philip Ford.

## Trama
Arthur Cameron ha dedicato anni a costruire una comunità per giovani disadattati in mezzo alla foresta. Quando il ricco possidente proprietario della terra muore in un incidente a cavallo la comunità rischia di chiudere perché sua figlia crede che sia opera dei giovani che vivono lì. Decide quindi di vendere a un altro uomo che poi rivenderà il terreno alla ferrovia, non sa che è tutta opera del segretario di suo padre. In città arriverà Rex Allen a sistemare tutto.